# Carl Rasch
Carl Emanuel Flemming Rasch, född 7 februari 1861 i Köpenhamn, död 6 juli 1938, var en dansk dermatolog.
Rasch blev student 1879, avlade medicinsk examen 1885 och disputerade för doktorsgraden 1889 på avhandlingen Læren om de syfilitiske Artropatier. Han studerade dermatologi i utlandet 1890–1891 och var förste underläkare på Kommunehospitalet 1893–1897, knöts därefter till Frederiks Hospitals dermatologiska poliklinik och var dess chef 1902–1906, då han blev överläkare vid Kommunehospitalets avdelning IV och var samtidigt docent i dermatovenereologi. Han lämnade Kommunehospitalet 1911, då han blev överläkare vid Rigshospitalet. Han blev professor vid Köpenhamns universitet 1916.
Rasch hade även studerat växtanatomi hos Eugen Warming och utmärkte sig för en naturhistorisk uppfattning inom medicinen. Hans dermatologiska avdelning med tillhörande poliklinik var en av Europas främsta och den ledande i Norden, varifrån utsändes många skrifter. Hans egna litterära arbeten behandlar dels beskrivning av nya eller osedvanliga sjukdomsformer, dels terapeutiska frågor. Förutom talrika artiklar utgav han Hudens Sygdomme (andra upplagan 1909) och han skrev avsnittet om syfilis i "Nordisk Haandbog i intern Medicin".
På Raschs 60-årsdag överräckte kollegor och vänner honom en plakett, slagen till hans ära, en hedersbevisning, som även antydde, att han var en ivrig konstsamlare. Han tillhörde även styrelsen för Kunstindustrimuseets Venner.

## Utmärkelser
- Dannebrogsmännens hederstecken,  1930[3]
- Kommendör av Dannebrogorden,  1932[3]

[Redigera Wikidata]